# Alameda Comercial Tecomán
Alameda Comercial Tecomán es un centro comercial del tipo Community Power Center ubicado al sur de la ciudad portuaria de Tecomán, Colima, México. La obra inició su construcción el 18 de diciembre de 2019 encabezado por el entonces presidente municipal de Tecomán, Elías Antonio Lozano Ochoa, e inició sus operaciones el 16 de junio de 2022 con la inauguración de Cinemex, cuyo corte de listón inaugural fue encabezado por el entonces presidente municipal de Tecomán, Elías Antonio Lozano Ochoa.

## Historia
Alameda Comercial Tecomán surgió el 18 de diciembre de 2019 cuando se inició la construcción del complejo comercial en un predio ubicado en la Avenida Playa de la Manzanilla junto a la tienda de autoservicio Soriana Mercado de la cadena mexicana Organización Soriana al sur de la ciudad portuaria de Tecomán, Colima, México, cuya construcción del complejo comercial fue encabezado por el entonces presidente municipal de Tecomán, Elías Antonio Lozano Ochoa, el cual se generaron de 150 a 200 empleos a partir de su construcción bajo una inversión total de 110 millones de pesos cuyo proyecto comercial fue respaldado por empresarios provenientes de Guadalajara, Jalisco. La obra fue inaugurada de manera oficial el 16 de junio de 2022 con la apertura del complejo cinematográfico mexicano Cinemex, cuyo corte de listón inaugural fue encabezado por el entonces presidente municipal de Tecomán, Elías Antonio Lozano Ochoa, el cual se generaron 270 empleos formales a partir de su operación, en el que desde allí, el centro comercial inició su proceso de aperturas de tiendas y restaurantes, entre ellas la apertura de la tienda Súper Colchones durante mediados del año 2022.
Posteriormente, el 18 de mayo de 2023, se llevó a cabo la inauguración de la Unidad de Salud Mental Familiar dentro del complejo comercial Alameda Comercial Tecomán, cuyo corte de listón inaugural fue encabezado por el presidente municipal de Tecomán, Elías Antonio Lozano Ochoa y la presidenta del DIF Municipal, Irma Mirella Martínez Silva, en coordinación con la Asociación de Psicólogos del Valle de Tecomán A.C. y la Dirección de Educación y Prevención del Delito de Tecomán, encabezado por Mauricio Romero Machuca, con el objetivo de fortalecer y trabajar a favor de la salud mental mediante actividades como actividades ludo recreativas, círculos de lectura, atención psicológica a los pacientes y talleres de desarrollo y crecimiento personal. Posteriormente, el 16 de junio de 2023, inicia operaciones la cadena de gimnasios Smart Fit dentro del centro comercial.
El 7 de junio de 2024, La dirección de Seguridad Pública, Transito y Policía Vial de Tecomán, llevó a cabo una serie de pláticas y talleres sobre Cultura Vial a personas voluntarias e infractores en el Módulo del Departamento de la Policía Vial Tecomán en el local L-49 del centro comercial Alameda Comercial Tecomán, el cual fue encabezado por el director de Tránsito y Policía vial del municipio de Tecomán, Alejandro Hernández Nieto, cuyo taller tuvo como objetivo el informar a la población tecomense sobre el reglamento de tránsito, lo que está permitido y lo que está prohibido, además de recalcarles la falta de reglamentos más comunes y las que están generando quejas de los ciudadanos como los escapes ruidosos, además de exhortar a la población recomendé a utilizar el casco reglamentario ambos tripulantes de la motocicleta. Posteriormente, el 5 de julio del mismo año, se llevó a cabo el tema de la Cultura Vial dentro de las instalaciones del Módulo del Departamento de la Policía Vial Tecomán en el local L-49 del centro comercial Alameda Comercial Tecomán, el cual fue impartido por el personal de dirección de vialidad, encabezados por el Policía 2° Vial, Roberto Rincón Ramírez, en compañía del policía Vial, Rafael Díaz Rincón, e informado por el director de la corporación Alejandro Hernández Nieto, esto a través de la explicación a los participantes del funcionamiento del semáforo y el significado de los colores del mismo, en conjunto con la importancia y función que realiza el casco protector y el uso del cinturón de seguridad, la manera correcta de conducir en la vía pública, y el respeto a los demás usuarios de la vía pública, entre otros. El 27 de noviembre de 2024, como parte del proceso de aperturas de locales comerciales de Alameda Comercial Tecomán, inicia operaciones la tienda de artículos asiáticos China City. 

## Características
Alameda Comercial Tecomán consta de un centro comercial estilo Community Power Center en la Avenida Playa de la Manzanilla al sur de la ciudad portuaria de Tecomán, Colima, el cual cuenta con un área total de terreno aproximado de 28,692.20 m2 de superficie, además de 342 espacios de estacionamiento más 14 cajones para personas con capacidades diferentes y 10 módulos de estacionamiento para bicicletas. 
Empresarial y comercialmente, Alameda Comercial Tecomán está conformada por un total de 61 locales comerciales, de los cuales cuatro de ellos son de tiendas ancla conformadas por un supermercado Soriana Mercado de la cadena mexicana de origen lagunero Organización Soriana, una cadena de gimnasios Smart Fit, una tienda de artículos asiáticos China City y un complejo de siete salas de cines de la cadena mexicana Cinemex. En tanto, los 57 espacios restantes la conforman tiendas en las divisiones de ropa, calzado, accesorios, colchonería y telefonía móvil, así como de restaurantes, puestos de comida y servicios de índole local, estatal, regional, nacional e internacional además de contar con un Módulo del Departamento de la Policía Vial del Municipio de Tecomán así como una Unidad de Salud Mental Familiar, la cual esta última fue inaugurada el 18 de mayo de 2023, cuyo corte de listón inaugural fue encabezado por el entonces alcalde del municipio de Tecomán, Elías Antonio Lozano Ochoa, en conjunto con la presidenta del DIF Municipal, Irma Mirella Martínez Silva.